# جون رالستون سال
جون رالستون سال (وُلد في 19 يونيو 1947) كاتب كندي وفيلسوف سياسي ومفكر عام. سال معروف على نطاق واسع بكتاباته عن طبيعة الفردية والمواطنة والصالح العام، كفشل المجتمعات التي يقودها المدراء، والخلط بين القيادة والإدارة، والاستراتيجية العسكرية، ولا سيما الحرب غير النظامية، ودور حرية التعبير والثقافة، ونقد النموذج الاقتصادي السائد. جون مدافع عن حرية التعبير وكان الرئيس الدولي لجمعبة كتاب نادي القلم الدولي. سال هو المؤسس المشارك والرئيس المشارك لمعهد المواطنة الكندية، وهي مؤسسة خيرية وطنية لتعزيز إدماج المواطنين الجدد. جون كذلك المؤسس المشارك والرئيس المشارك للمنتدى العالمي للدمج الاجتماعي سيكس ديجري. سال زوج الحاكم العام السابق أدريان كلاركسون، ما جعله نائب الحاكم العام لكندا خلال معظم فترة خدمتها (1999-2005).
اشتهرت أعماله بوصفها محفزة للتفكير وسابقة لعصرها، ما جعل صحيفة التايم تنعته «بالنبي»، وأدرجت مجلة أتن ريدير اسمه في القائمة التي تضم المفكرين وأصحاب الرؤى البارزين في العالم. تُرجمت أعماله إلى 25 لغة في 36 دولة.

## النشأة والتعليم
سال هو ابن وليم سال، ضابط في الجيش، وكانت أمه بريطانية لعائلتها تاريخ عريق في الخدمة العسكرية. وُلد في أوتاوا، لكنه نشأ في ألبرتا ومانيتوبا قبل تخرجه من مدرسة أوكفيل ترافلغار الثانوية في أوكفيل بأونتاريو. أتقن، في سن مبكرة، اللغتين الوطنيتين، الفرنسية والإنجليزية. كان والده، في الوقت الذي التحق سال بجامعة ماكجيل في مونتريال، يعمل في باريس وبروكسل مستشارًا عسكريًا للسفير الكندي لدى حلف شمال الأطلسي.

## الحياة المهنية
قُبل في السلك الدبلوماسي بعد أن أنهى دراسته الجامعية، لكنّ موت ابيه سنة 1968 غيّر خططه المهنية. ترك العمل في السلك الدبلوماسي ليلتحق بكلية كينغز كوليدج في لندن، حيث كتب أطروحته حول تحديث فرنسا في عهد شارل ديغول، وحصل على درجة الدكتوراه عام 1972. قادته أطروحة الدكتوراه تطور العلاقات المدنية العسكرية في فرنسا بعد حرب الجزائر إلى التوجه نحو فرنسا من أجل البحث. هناك بدأ في كتابة روايته الأولى موت جنرال، وهي نسخة رومانسية من أطروحته حول رئيس أركان ديغول. دعم نفسه من خلال إدارة شركة فرنسية تابعة لشركة استثمار بريطانية.
نشر سال روايته الأولى الطيور الجارحة عام 1977. وذلك بعد أن ساعد في تأسيس شركة النفط الوطنية بترو كندا عام 1976، بوصفه مساعدًا لموريس سترونغ، وهو أول رئيس للشركة. وصف سترونغ سال بأنه «شخص مميز للغاية، وضمن أعضاء فريق عملي الشخصي، الذين لا غنى عنهم».
سافر سال كثيرًا، خلال أواخر السبعينيات وحتى الثمانينيات، وقضى بانتظام بعض الوقت مع جيوش حرب العصابات، وقضى قدرًا كبيرًا من الوقت في شمال أفريقيا وجنوب شرق آسيا. جاءت رواياته ثلاثية الميدان نتيجة لتلك التجارب. شهد سال، خلال تلك الفترات المطولة في شمال غرب أفريقيا وجنوب شرق آسيا، معاناة زملائه الكتاب هناك من قمع الحكومة لحرية التعبير، ما جعله مهتمًا بأعمال اتحاد القلم الدولي. شغل سال، بين عامي 1990 و 1992، منصب رئيس المركز الكندي للقلم الدولي. انتخب رئيسًا للقلم عام 2009، وأُعيد انتخابه لولاية ثانية وأخيرة عام 2012، وبقي في منصبه ذلك حتى أكتوبر 2015.
يشغل سال منصب الرئيس المشارك لمعهد المواطنة الكندية، الذي يشجع الكنديين الجدد على أن يصبحوا مواطنين فاعلين. وهو الراعي والرئيس السابق للمركز الكندي للقلم الدولي والأكاديمية الكندية للعلماء المستقلين. كما أنه مؤسس والرئيس الفخري للغة الفرنسية من أجل المستقبل، التي تشجع التعليم الفرنسي الإنجليزي ثنائي اللغة، ورئيس المجلس الاستشاري لسلسلة محاضرات ندوة لافونتين بالدوين، وراعي شبكة التوعية طويلة الأجل. كانت زوجته أدريان كلاركسون الحاكم العام لكندا منذ عام 1999 حتى عام 2006، ما جعله قرين الحاكم العام لكندا. خلال هذه الفترة كرس الكثير من وقته لقضايا حرية التعبير والفقر والتعليم العام وثنائية اللغة.

### نادي القلم الدولي
انتُخب سال رئيسًا للقلم الدولي لمدة ثلاث سنوات في مؤتمره السنوي في لينز بالنمسا في أكتوبر 2009. كان أول كندي ينُتخب لهذا المنصب الذي كان يشغله في السابق جون غالسورثي، وآرثر ميلر، وهاينريش بول، وماريو فارغاس لوسا، وهوميرو أريدجيس. قام بحملة على ضرورة إيلاء الاهتمام للغات والثقافات الأصغر والمهددة بالانقراض، بحجة أن إزالة حرية التعبير في نهاية المطاف هو فقدان لغة. ركز بشكل خاص على اللغات الأصلية المهددة بالانقراض. دعا إلى مزيد من اللامركزية في نادي القلم الوطني الذي يضم 144 مركزا في 102 دولة. صرح أن الأدب وحرية التعبير هما الشيء نفسه، فلا يمكنك الحصول على واحد بدون الآخر. أدلى سال بشهادته أمام لجنة حقوق الإنسان في البرلمان الأوروبي حول فقدان حرية التعبير في تونس، وتحدث أمام المجلس الأوروبي للاجئين في المنفى، ونشر مقالًا عن الكتاب في المنفى، تُرجم إلى عدة لغات.